# 艾合买提·巴依吐尔逊诺夫
艾合买提·巴依吐尔逊诺夫（1873年9月5日—1937年12月8日）他是哈萨克诗人、文学评论家、语言学家和教育家，他在阿拉伯文的基础上创造了哈萨克字母，1937年，在斯大林的“大清洗”中被逮捕，后在狱中被枪决。